# Calcio ai Giochi bolivariani
Il torneo calcistico dei Giochi bolivariani è uno dei più longevi tornei calcistici ancora oggi disputati. La sua prima edizione risale infatti al 1938, quando fu disputato in Colombia nell'ambito dei Giochi bolivariani.
L'edizione inaugurale fu l'unica disputata dalle Nazionali A dei Paesi coinvolti. A partire dal 1993 partecipano le Nazionali Under-17.
Dal 2005 è stato introdotto il torneo femminile.

## Torneo maschile
| Anni      | Edizione | Città ospite                       | Paese     | Partecipanti  | Oro           | Argento           | Bronzo         |
| 1938      | I        | Bogotà                             | Colombia  | 5             | Perù          | Bolivia           | Ecuador        |
| 1947-1948 | II       | Lima                               | Perù      | 3             | Perù          | Bolivia Venezuela | –              |
| 1951      | III      | Caracas                            | Venezuela | 5             | Colombia      | Venezuela         | Perù           |
| 1961      | IV       | Barranquilla                       | Colombia  | 4             | Perù          | Colombia          | Venezuela      |
| 1965      | V        | Quito Guayaquil                    | Ecuador   | 4             | Ecuador       | Venezuela         | Bolivia        |
| 1970      | VI       | Maracaibo                          | Venezuela | 3             | Bolivia       | Venezuela         | Panama         |
| 1973      | VII      | Panama                             | Panama    | 4             | Perù          | Colombia          | Bolivia Panama |
| 1977      | VIII     | La Paz                             | Bolivia   | 3             | Bolivia       | Venezuela         | Perù           |
| 1981      | IX       | Barquisimeto                       | Venezuela | 4             | Perù          | Colombia          | Venezuela      |
| 1985      | X        | Ambato Cuenca Puerto Viejo         | Ecuador   | 3             | Ecuador       | Colombia          | Perù           |
| 1989      | XI       | Maracaibo                          | Venezuela | Non disputato | Non disputato | Non disputato     | Non disputato  |
| 1993      | XII      | Santa Cruz de la Sierra Cochabamba | Bolivia   | 5             | Bolivia       | Colombia          | Venezuela      |
| 1997      | XIII     | Arequipa                           | Perù      | 5             | Colombia      | Perù              | Venezuela      |
| 2001      | XIV      | Ambato                             | Ecuador   | 5             | Perù          | Colombia          | Venezuela      |
| 2005      | XV       | Armenia Pereira                    | Colombia  | 4             | Colombia      | Venezuela         | Ecuador        |
| 2009      | XVI      | Sucre                              | Bolivia   | 4             | Bolivia       | Ecuador           | Venezuela      |
| 2013      | XVII     | Trujillo                           | Perù      | 6             | Colombia      | Ecuador           | Perù           |
| 2017      | XVIII    | Santa Marta                        | Colombia  | 5             | Colombia      | Ecuador           | Venezuela      |

### Medagliere
| Medagliere calcistico dei Giochi bolivariani Torneo maschile | Medagliere calcistico dei Giochi bolivariani Torneo maschile | Medagliere calcistico dei Giochi bolivariani Torneo maschile | Medagliere calcistico dei Giochi bolivariani Torneo maschile | Medagliere calcistico dei Giochi bolivariani Torneo maschile | Medagliere calcistico dei Giochi bolivariani Torneo maschile |
| ------------------------------------------------------------ | ------------------------------------------------------------ | ------------------------------------------------------------ | ------------------------------------------------------------ | ------------------------------------------------------------ | ------------------------------------------------------------ |
| Pos.                                                         | Paese                                                        | Oro                                                          | Argento                                                      | Bronzo                                                       | Totale                                                       |
| 1                                                            | Perù                                                         | 6                                                            | 1                                                            | 4                                                            | 11                                                           |
| 2                                                            | Colombia                                                     | 5                                                            | 6                                                            | 0                                                            | 11                                                           |
| 3                                                            | Bolivia                                                      | 4                                                            | 2                                                            | 2                                                            | 8                                                            |
| 4                                                            | Ecuador                                                      | 2                                                            | 3                                                            | 2                                                            | 7                                                            |
| 5                                                            | Venezuela                                                    | 0                                                            | 6                                                            | 7                                                            | 13                                                           |
| 6                                                            | Panama                                                       | 0                                                            | 0                                                            | 2                                                            | 2                                                            |
| Totale                                                       | Totale                                                       | 16                                                           | 17                                                           | 16                                                           | 49                                                           |

## Torneo femminile
| Anno | Edizione | Città ospite    | Paese    | Partecipanti | Oro      | Argento   | Bronzo    |
| 2005 | XV       | Armenia Pereira | Colombia | 5            | Perù     | Colombia  | Ecuador   |
| 2009 | XVI      | Sucre           | Bolivia  | 5            | Colombia | Ecuador   | Venezuela |
| 2013 | XVII     | Trujillo        | Perù     | 8            | Colombia | Venezuela | Bolivia   |

### Medagliere
| Medagliere calcistico dei Giochi bolivariani Torneo femminile | Medagliere calcistico dei Giochi bolivariani Torneo femminile | Medagliere calcistico dei Giochi bolivariani Torneo femminile | Medagliere calcistico dei Giochi bolivariani Torneo femminile | Medagliere calcistico dei Giochi bolivariani Torneo femminile | Medagliere calcistico dei Giochi bolivariani Torneo femminile |
| ------------------------------------------------------------- | ------------------------------------------------------------- | ------------------------------------------------------------- | ------------------------------------------------------------- | ------------------------------------------------------------- | ------------------------------------------------------------- |
| Pos.                                                          | Paese                                                         | Oro                                                           | Argento                                                       | Bronzo                                                        | Totale                                                        |
| 1                                                             | Colombia                                                      | 2                                                             | 1                                                             | 0                                                             | 3                                                             |
| 2                                                             | Perù                                                          | 1                                                             | 0                                                             | 0                                                             | 1                                                             |
| 3                                                             | Ecuador                                                       | 0                                                             | 1                                                             | 1                                                             | 2                                                             |
| 3                                                             | Venezuela                                                     | 0                                                             | 1                                                             | 1                                                             | 2                                                             |
| 5                                                             | Bolivia                                                       | 0                                                             | 0                                                             | 1                                                             | 1                                                             |
| Totale                                                        | Totale                                                        | 3                                                             | 3                                                             | 3                                                             | 9                                                             |